# Mindykare
Mindykare, svenska kustartilleriet (KA MinDyk) var en lätt dykare som utvecklades ifrån kustartilleriets röjdykare (KA RöjDyk). År 2006 döptes mindykaren om till amfibiekårens amfibiedykare och fick därmed annorlunda uppgifter.
KA RöjDyk utbildades tillsammans med flottans röjdykare i Skredsvik på västkusten från starten 1952. 1971-72 byggdes vattenövningshallen (simbassäng) på Vaxholms kustartilleriregemente (KA 1) och utbildningen flyttades dit. 1974 ändrade man namn till kustartilleriets mindykare (KA MinDyk) och fick därmed andra stridsuppgifter. Mindykarna var lätta dykare som dök med vanlig (komprimerad) luft till 40 meters djup (50 meter med glasfiberarmerad hjälm under 1980- och 1990-talet).

## Uppgifter
- Serva Kustartilleriets fasta undervattenssystem (minor, magnetslingor, hydrofoner m.m)
- Bärga föremål under vattnet (minor, båtar etc.) med lyftsäckar upp till sex ton.
- Spränga föremål under vattnet.
- Söka efter föremål under vattnet (med sökdrake, skärplan etc.).
- Bergborra, spola (kunna spola ner kablar i bottensedimentet) samt suga (kunna med mammutsug suga bort sand, dy, lera etc. där minor ska läggas ut).
- Lägga ut marina hinder (vajer, kätting etc. mellan öar för att stänga av passage mellan dessa).
- Kunna dokumentera under vattnet med skissplån och kamera.
- Kunna genomföra lättare undervattensarbetare (timmermansarbeten, rörarbeten, gjuta, etc.).

## Förband

### Underhållsförband
Mindykaren var placerad i olika fasta krigsförband inom Kustartilleriförbandens underhållsenheter (KA UH Kompanier) cirka tio stycken Mindykgrupper om åtta dykare. Inom Kustartilleriet fanns även tunga Mindykgrupper bestående av stamanställda officerare och civila. Dessa var utbildade tung- och lättdykare. Dessa Mindykare tjänstgjorde inom Mintyget och var utbildade mintekniker. Till dessa hörde även en Tele-dykgrupp med uppgiften att serva vårt fasta telefonsystem. Tele-dykgruppen var stationerad i Stockholm.
- Norrland: En mindykgrupp (min- och tungdykare)
- Stockholm: Två mindykgrupp och en teledykgrupp
- Gotland: En mindykgrupp
- Blekinge: En mindykgrupp (min- och tungdykare)
- Göteborg: En mindykgrupp

### Minutläggningsdivisioner (MULDIV)
Inom kustartilleriet fanns det tio stycken minutläggningsdivisioner med en minutläggare vardera, inledningsvis fyra stycken värnpliktiga mindykare och ett befäl (ökades till åtta stycken värnpliktiga mindykare och två befäl under 1989) och var placerade enligt nedan:
- En på Norrlandskusten: HMS Alnösund (14)
- Fyra stycken på Ostkusten: HMS Arkösund (12), HMS Skramsösund (17), HMS Barösund (19) och HMS Furusund (20)
- En på Gotland: HMS Fårösund (16)
- Två på sydkusten: HMS Kalmarsund (13), HMS Öresund (18)
- Två på Västkusten: HMS Grundsund (15), HMS Kalvsund (11)

## Utbildning

### Plutonsbefäl (Pb Mindyk)
Plutonsbefäl hade 14 månaders tjänstgöring. Utbildades på KA 1 i Vaxholm där plutonsbefälen genomförde sin dykkurs på hösten  och efter 12 veckors dykkurs fick de sin Dykarbok och lilla silvergroda Anselm, lättdykarens skyddshelgon. På våren genomförde de ytterligare en dykkurs, då som biträdande dykledarelever samt tunga arbeten (bergborrning, spolning, slamsugning och undervattenssprängning).

### Gruppbefäl (Gb Mindyk)
Gruppbefäl hade 10,5 månaders tjänstgöring. Utbildades på KA 1 och efter motsvarande fysiska och psykiska tester som Pb Mindyk genomförde på hösten, började en 17 veckor lång dykkurs, där Pb- och Gb-mindyk formades att jobba i dykgrupper. Efter genomförd utbildning fick även gruppbefälen sin dykarbok och silvergroda.
Utbildningen var krävande, både fysiskt och psykiskt, med en massa övningar i vattnet, i skärgårdsmiljö både sommar och vinter. Årligen utbildades det cirka 6-8 Pb Mindyk och 12-16 Gb Mindyk. Dessa dykare placerades sedan ut i de förband där de skulle krigsplaceras, från Norrlandskusten till Västkusten. Dessa dykare var i genomsnitt krigsplacerade till 35 års ålder. Ungefär vart fjärde år tog man in dykarna och genomförde nya läkarundersökningar samt dykövningar.